# Mastoremus longicornis
Mastoremus longicornis är en skalbaggsart som beskrevs av Thomas Casey 1895. Mastoremus longicornis ingår i släktet Mastoremus och familjen kvickbaggar. Inga underarter finns listade i Catalogue of Life.